# 天の神話 地の永遠
『天の神話 地の永遠』（てんのしんわ ちのえいえん）は、赤石路代による日本の漫画作品。
『永遠（とわ）かもしれない」の続編。『ミステリーボニータ』（秋田書店）にて、2003年（平成15年）8月号から2020年（令和2年）6月号まで不定期連載された。単行本は全14巻。作品発表ペースは1年に1 - 4作程度。基本的に1話完結の読み切り、もしくは前後編で構成されている。

## あらすじ
交通事故で亡くなった99代目〈日巫子〉の心臓を受け継ぎ、100代目〈日巫子〉になった黄金原こすもは、巫女守の日嗣や能瀬王士、99代目〈日巫子〉の角膜を移植された海道由良と共に数々の事件を解決してゆく。しかし、101代目〈日巫子〉候補選定という次代に向けての動きが見え始めた矢先、日嗣は脳腫瘍で倒れてしまう。手術は成功するも記憶を失い人形のようになるが、こすもの危機を感じ取り守り続ける。紆余曲折の末に、安芸宮家の姫君のお蔭で日嗣は復活する。その一方で、日嗣のように謎の昏睡状態に陥る人々の数が増えつつあった。更には、淡島神により「日巫子を殺す存在」が誕生するというお告げが下る。蟲との戦いの中で、日嗣と安芸宮家に纏わる謎が浮かび上がる。

## 登場人物

### 主要人物
黄金原こすも（こがねはら こすも）
日本最高位の巫女〈日巫子〉の100代目で、私立洸学院高校2年生の17歳。両親と妹・みらいがいる。しかし、〈日巫子〉になり常世神の魔の手から日本を救って以降、家族の元を離れて幽宮で暮らすようになる。見た目は普通の女の子だが、元々は月読（つくよみ）の憑坐であったのに加え、事故死した99代目の心臓を移植されて〈日巫子〉になったことにより、アマテラスの器でもある稀有な存在である。アマテラス・ツクヨミ他多数の神を招神できる。深く慈しむ心で頑なな心を解きほぐして事件を解決するのだが、誰もが自身に優しく接して守ってくれるという甘い考えがあり、そのせいで幾度となく窮地に陥っている。前作『永遠かもしれない』でも同じミスを犯し、日照が自身に想いを寄せたことで彼を愛する氷雪神に攻撃された。蟲使いの暗躍する事件が続発した矢先、「蟲切りの槍」で普段暮らしている「花の宮」にもジンメンゴケグモが出現したため、横浜ランドマークタワーの展望台の上にある最も天に近い「天の宮」に避難する。
本シリーズでは、自身は普通に学校に通うも家族は全然登場しない。
日嗣（ひつぎ）
99代目に続き100代目〈日巫子〉こすもの巫女守。20歳。両親が玉突き事故に巻き込まれて死亡し、養護施設「天使の国愛児園」で育ったが、スサノオの憑坐ゆえに99代目の巫女守となり、幽宮で成人した。入院した際は「幽宮日嗣」と名乗った。血液型は「O型RH+」。
こすもとは相思相愛で、彼女のお願いは断れない。氷雪神に似た恋情の形であり、独占欲が強くて嫉妬深く、他の男がこすもに近づくのを嫌がる。そのため、日吉らには「心が狭い」と合唱するほどに呆れられている。根の国（死の国）の王スサノオを招神し、その器となる憑坐である。脳腫瘍に蝕まれ手術は成功したが、記憶を失って人形のように何も反応しない。城北総合病院に入院した。ところが、「影わずらい」で知らずに心が飛び出した少女の生霊から同じく心を右手だけという形でこすもを守り、その後も「ニワトリの哭く夜」で八条のこすも拉致を妨害した。淡島神のお告げ通りに「一条戻り橋」で人形の身体に宿り、仮初めの復活を遂げた。肉体はスサノオの加護ゆえか無事ではあるものの元に戻れず人形に宿った状態が続いたが、子供の失踪事件のさ中に自身の肉体に戻り覚醒した。
「浄天の姫君」で千里眼を持つ安芸宮真里子と同じ絵を描き、しかも彼女よりも事細かい描写にこすも達を驚かせた。実は養護施設の責任者と出自を訪ねた安芸宮しか知らないことだが、不妊に悩んだ末に自身という子を儲けた両親とされる夫婦とはDNA鑑定により親子関係には無いことが判明しており、里親の記録も皆無でいつ何時・何処から両親の元に来たのか不明である。事故直前まで、母親とされる女性には妊娠した様子はなかった。「マレチ～稀血～」で一旦は生駒の妨害で血縁関係は無いと思われた安芸宮真里子と殺された彼女の夫・鈴木慎が両親であることが、3ヶ所で行われたDNA鑑定の結果「99.9%」で親子関係が証明された。

### 幽宮
日吉（ひよし）
幽宮（かくれのみや）で〈日巫子〉に仕える「神女」という神職の女性。かつてはこすもを99代目の心臓を宿す器と看做し、99代目に固執して彼女の蘇生を不完全ながら行ってしまうが、徐々にこすもの力を知り彼女を100代目〈日巫子〉に仕えている。いつかは当代（こすも）も代替わりすることになるので、美春を含めた次代の〈日巫子〉の候補確保に乗り出している。こすもを超えるか或いは同等と思われる力の持ち主でなければ日嗣との結婚は困難であるため、こすもの恋の行く末を案じている。
能瀬王士（のせ おうじ）

鷲（おおとり）神社の宮司の息子。本シリーズの第1回「案山子野」から登場。案山子神（少彦名神）を鎮めたこすもの力に惚れ込み、押しかけ巫女守になった。鳥の神を招神できる神和（かんなぎ）だが、どんな鳥が来るかは本人にもわからず種類やサイズを問わずに招神される。こすも自身も好きなため、日嗣には複雑な心境だが命を賭けてこすもを守っている。但し、自分に想いを寄せる女の子たちの気持には鈍感である。「猫塚」で通り魔に殺されたクラスメイトに生前から好意を寄せられていたり、美春には幼いながらに守ってあげると言われたりもする。「一条戻り橋」で八条の左手に背後から突き飛ばされて鏡に激突させられて負傷して「オシラサマ」で頭に包帯を巻いた姿でこすもを手伝うも長らく姿を見せなかったが、首に損傷を受けて治療に専念していた。しかし、まだ入院が必要であるにもかかわらず、「黄金の花嫁」で自主退院して巫女守に復帰した。額には負傷した際の傷が残ってしまうが、自身は「勲章」だと誇らしげだった。
登場ではモジャモジャ頭だったが「雪白の街」以降はストレートパーマをかけ、帽子とポンチョ姿の美少年になった。顔は元々整っていたため、髪型を変えたことで印象が変化しただけ。作者は、髪型に騙されてはいかんと「王士くんのなぞ」で語った。
天狼景正（てんろう かげまさ）
巫女守。狼・大口の真神を神とする犬使いで犬神を操る。大口真神神社の神和。犬神関連の事件を中心に、こすものお願いを聞いて活躍する。「一条戻り橋」で八条の左手に襲われてバイクから引き摺り下ろされて重傷を負い、王士が強引に退院した「黄金の花嫁」でもリハビリ中であることが語られた。最終話、真里子を操った優人により負傷した。
犬神憑きの女性・神藤千夏という恋人がいる。
西渡美春（にしわたり みはる）
「ひとかたの夢」から登場。千葉県緑が浦にある淡島神社の宮司の娘。宮司の父・西渡正治（にしわたり まさはる）、母・佳子（よしこ）、兄・秋穂（あきほ）に囲まれ幸福に暮らしていた。ところが、発作のために病院に入院していた折、強盗により両親と兄は殺されてしまう。1人残してはおけないと既知の人形師・砂崎が作った人形の身に淡島神の力で宿った家族に守られていたが、やはり生と死の理を歪めるからとこすもにより淡島神が力を解いたため、死んだ家族が根の国に去った後に幽宮に引き取られる。人形を手にすると淡島神が降臨する憑坐であるため、次代の日巫子候補の1人になる。「オシャグリ様」で母の結婚に反対した長野県の伊那に住む祖母の本郷徳子（ほんごう とくこ）の財産を巡る争いに巻き込まれた。祖母の死に際、母・佳子の分であるルドンの版画の裏の通帳を祖母より遺された。その際、母親の名前が「春子」となっていたが、作者によれば勘違いで「佳子」が正しいと明言している。王士にほのかな想いを寄せる。「神様の卵」で生まれながらに虫に憑かれ、日巫子（こすも）を殺すという敵の誕生を予言した。かなり深刻な事態であるらしく、そのお告げをした際の憑依した淡島神は苦しげだった。
海道由良（かいどう ゆら）
「八つ目の瞳」から登場。海道家の長男・虎之助の愛人の娘としてNYに生を受け生来の性別は女性だが、性同一性障害で性自認は男性である。16歳の時に事故で失明し娘の行く末を案じた母が必死に眼を治す方法を探して3年後、雨の夜に事故死した99代目の角膜を移植されて眼が見えるようになった。それと同時に幽霊などが見えるようになったが、母親は心労が元で病死した。失明していた時に母親に貰った形見の杖を今もお守り代わりに大切にしている。父親の家の事件が解決した折、春の陽射しのような光を宿すこすもに惹かれ、幽宮に身を寄せる。
こすも自身のためにもと次代候補の選定を進める日吉に長虫（蛇）の巫女・柊竜香や木花開耶姫の巫女・咲美と共に次代候補の一人だと告げられ、招神できない自分がと戸惑うがこすもを自由にしてあげたいと願っている。「神騒ぐ峠」で大地震に襲われた村を守ろうとする神々と共に奔走する際に怪我を負ったこすもを救いたい一心でアマテラスに助力を求め、初めてアマテラスの招神に成功した。こすもには日嗣という〈日巫子〉ゆえに進展しないとはいえ相思相愛の恋人がおり、肉体的に同性であることもあり恋情を抱えつつも密かに悩んでいる。「桜王」で桜の大木の神である桜王に恋情を言い放たれ、狼狽した様子から悩みは深い。こすもを救うためではあるが、八条のような人間は氷雪神に相応しくないと考え自身に移って貰った。
こすもを守るため、「双輪のアマテラス」で101代目〈日巫子〉として立った。「日巫子殺害」で初恋のシャーロットが殺された際、彼女が危険に晒されていたことにも気づかなかった自身を責め、今度こそ愛されなくてもこすもを守ろうと命を賭ける。母・茉莉香を介して優人に唆された倭の操るジンメンゴケグモの毒で失明するも「百目鬼（ひゃくめおに）」で通常では見えない光や人ならざる存在を視えるようになり、氷雪神に99代目の目が根付いたと言われた。こすもを「私のアマテラス」と想いを寄せ、周水に「あの方（こすも）を守る百の目を持つ鬼になりたい」と語る。
作者のミーハーから誕生したキャラで、モデルは女性指揮者の「西本智実」である。
八景周水（はっけい しゅうすい）
｢蒼ざめた水｣から登場。京都の貴船神社の神和で貴船龍神を招神することが出来る。京都弁を話していて、99代目〈日巫子〉や長虫の巫女などの怖い女性は苦手とのことである。日嗣が入院している間、こすもの巫女守として仕えることになった。
由良の心が男性だと知っているし受け入れて貰えないことと氷雪神に殺されることも覚悟の上で、彼女を愛するようになる。「1枚のムカサリ」で当代〈日巫子〉を狙う黒いオシラサマの手掛かりを求めて訪れた東北の観音寺で「ムカサリの呪い」に襲われ、遊びだと女子高生を自殺に追いやった三門明卓真の父親が自身の実父であり卓真は異母弟だとわかるが、他者を利用することしか頭になく保身のためなら息子だと呼びつつ自身を毒殺しようとする有り様に貴船の龍神が親だと生物学上の父親を切り捨てた。赤児の頃、母親により貴船の森に捨てられた。その後、母親は死亡したとしかわからず詳細は不明。

### 日嗣の親族
安芸宮真里子（あきのみや まりこ）
「浄天の姫君」でその能力を狙われ誘拐された女性。茂仁の妹で「浄天眼（千里眼）」の持ち主であり、その眼で見たモノを絵に描く。出自ゆえに姫君・姫様と呼ばれる。花頂宮家は公式には断絶するも残った子や孫には千里眼の持ち主が顕現するようになり、その存在は伏せられていた。
17歳の頃、鈴木慎（すずき まこと）という男性と駆け落ち結婚をして子供を出産するが、宮家の血筋と「浄天眼」の力を欲する「闇の組織」により夫は殺されて子供は行方不明になり、その間の記憶を失った。水面下で日嗣とシンクロし、同じ絵を描く。ある事件で救出され兄と共に自宅に戻る車中で、次代の〈日巫子〉は由良ではないと告げた。失われた記憶に秘密がある。「柘榴の木の下で」で日嗣が我が子だとわかったわけではないが、兄の制止を振り切って日嗣の覚醒を妨げる何者かを自身に引き受けて救い、日嗣の代わりに眠りに就いた。鬼子母神の如く子供を慈しむ女性で、誰の子であれ我が子のように大切に思い命を賭ける。日嗣が精神を木の幹や枝のような檻に閉じ込められていた頃、さ迷って自身が「浄天」と呼ぶ謎の空間で出会っており、日嗣を救い自身が精神を閉じ込められてしまう。「マレチ〜稀血〜」で日嗣の母親であることが判明した。「蟷螂の斧」で優人に操られるも我が子である日嗣を行かせようと葛藤しており、操られたまま行方不明になる。優人が倒されたことにより呪縛は解け、晴れて日嗣と親子として抱き合う。
安芸宮茂仁（あきのみや しげひと）
安芸宮家の当主。20歳で亡くなった花頂宮久仁（かちょうのみや ひさひと）の婚外子である男性の孫、妹・真理子を慈しみ記憶の手がかりを調べたりしている。妹を奪還した際、事件の関係者が妹の子は死産だという証言を信じられず、妹が身籠っていた筈の子供が消えた時期と日嗣が血縁関係の無い両親の元にいたのと一致するため、もしや、失われた甥ではないかと疑念を抱く。妹夫婦の結婚に反対したことで真理子の夫・慎の母親には会いづらく、幽宮に相談にやって来た。
「曼殊沙華の庭」で妻と3人の子供が登場し、郊外の屋敷で彼らと共に暮らしていることが明らかになる。しかし、苦難が重なる妹・真理子を心配して不在が多く、妻・茉莉香には憎まれていることを知らない。
安芸宮茉莉香（あきのみや まりか）
茂人の後妻。良妻賢母に見えるが、夫のワイシャツをズタズタに引き裂いたり、裏表がある。夫を憎悪している。憎む理由は不明。イングリッシュガーデンや日本庭園があるが、曼殊沙華の庭が好き。先妻の子である長男・尊を疎んでおり、実子でも娘・匡は視界になく、末子の次男・倭しか眼中にない。匡の家庭教師だった優人の子を産んだ。匡を無視して彼女の心配をよそに意識不明とはいえ、倭に「貴方は優人の子供なのよ」と周囲の目を意に介さずに囁くなど常軌を逸している。
安芸宮匡（あきのみや きょう）
茂仁の第2子・長女。茉莉香の実子。不在の多い父親の気づかぬ家庭内の闇に心を痛めており、母親にとって異母兄・尊も自身も不要で、弟・倭しか必要としないことに失望しており、こすもに頼んで巫女修行として幽宮に身を寄せる。
安芸宮尊（あきのみや みこと）
茂仁の第1子・長男。亡き先妻の子。大学生で、自宅の敷地にある勉強棟でカビの研究をしている。優しい青年。勉強棟に「ジンメンゴケグモ」のケースを置いて自身を犯人に仕立て上げようとする誰かがいることを知り、それで我が家が平穏になるならと犯人だと警察に告白するが、匡とこすもに見ないふりをしても解決にならないと諭されて自身は犯人ではないこと認める。
安芸宮倭（あきのみや やまと）
茂仁の第3子・次男で、茉莉香の実子で八条の兄・優人の息子。ジンメンゴケグモをペットにしている。匡によれば、父親は茂仁ではない。美春に好意を抱いて振り向かせようとし、彼女が想いを寄せる王士を嫌っているものの彼自身の前では隠している。こすもや由良たちと共に強烈な睡魔に見舞われて意識が無い間の出来事を知っており、王士の疑念を招いている。実の両親に唆され、こすもを殺そうとして由良に危害を加えたため、氷雪神の氷に貫かれる。

### 相談者
小出周介（こいで しゅうすけ）
内閣総理大臣。緑が浦の人形騒動と噂に暴走した外務大臣のことを、こすもに依頼した。
黒木（くろき）
外務大臣。「ひとかたの夢」で人形の噂を聞き、亡くした娘を蘇らせて貰おうと失踪した。しかし、奇跡を起こしていた死人の宮司一家が冥界に去ったことで愕然となる。
警視総監
警察には手に負えない祟りや怪現象等の事件を相談しに幽宮にやって来る。
藤吉（ふじよし）
長野県知事。尋常ではない豪雨と神社に雷が落ちて神木が倒れたりしたため、こすもに縋った。

### 災いを齎す存在
八条秀人（はちじょう ひでと）
「氷刀の将軍」から登場。徳川将軍家の血筋の22歳で、頭脳明晰、常に場のリーダー。周囲の評判では切れ者・野心家・生まれついてのリーダーとのことである。白羽司に憑いていた氷雪神の気を引き自身の野心のために「氷刀の将軍」と名乗り、予告殺人を行って当代〈日巫子〉こすもを我が物にしようと企む。こすもと日嗣の幸福を守ろうとした由良が氷雪神を説得したことでその件は阻まれてしまう。その後、「ニワトリの哭く夜」でこすものクラスメイトの父親にカリウム注射して重体に陥らせてニワトリの神（鬼神）を我が身に移し、こすもを手に入れようとして鬼神に心を食われかけ失敗した。その後、度重なる事件の犯人であることから厳重に拘束された上で入院中だった。もはや再起不能だと思われていたが、「黄金の花嫁」で日嗣が安芸宮家の血を引くかもしれぬと噂が立ったため、指先が伸びて貫く仕掛けになっている義手の左手で剣の達人を襲って日嗣を殺すための練習台にしている。優人の制止を聞かずにこすもを狙い続け「シャンバラの花嫁」で宝宮冬羽を騙して結婚し、彼女に仕える「管狐」を奪って使役し、こすもを拉致することに成功する。しかし、本来の主である冬羽の最後の命令を受けた「天狐」に倒され、搬送先の病院で息を引き取る。優人を姉と慕い、優人のために国を作ろうとして絶命した。
大賀沙和（おおが さわ）
沙菜の双児の姉妹。川で溺死するも"黒いオシラサマ"の力で蘇って以降、虫をばら撒いて事件を起こす。名雲の事件で姿を消す。
生駒実勝（いこま さねかつ）
「アスモデウスの馬」で淡島神の予言でこすもの前に現れた敵。神話でスサノオに惨殺された天界の馬「天斑駒（アマノフチコマ）」を祀る神社の出身。スサノオを降ろす日嗣とは敵同士で、青い色のサイダー飲料「ブルーホース」に製造段階で虫の卵を入れて販売しばら撒いている。こすもを手に入れようと企む。由良に虫の卵を憑かせたため、激怒した氷雪神が攻撃するも「何か」が付いていて効果はなかった。安芸宮家の血を引く者だと証明されれば日嗣がこすもと結婚できることを知り「マレチ～稀血～」で人間ドックセンターの女性職員を誘惑して検査の血液をすり替えるが、その工作を見破られて失敗し捕縛される。
八条優人（はちじょう ゆうと）
八条の兄。心療内科医。生物学上は男性でも由良と同様に性同一性障害で精神と肉体の性自認が異なり、内面は「秀人を溺愛する女性」である。そのため、安芸宮家に家庭教師を務めていた頃、匡は女性の印象を持っていた。秀人に「姉さん」と呼ばれ、彼を守るも愛する弟の心を奪い、傷つくばかりの元凶と看做すこすもを憎悪している。安芸宮家に家庭教師として出入りした過去があり、日嗣の義伯母・茉莉香に請われて肉体関係を持ち、倭の実の父親である。虫使い。同じ能力を受け継いだ倭を操り、こすも殺害を企む。闇そのものと化しており、倭に蟲を注ぐ際、子供たちを操ったことに激怒したこすもが招神したアマテラスの光に焼かれ、顔の右頬に火傷を負う。「蟷螂の斧」で最愛の弟を失い深い悲しみが憤怒に変わり、周囲の人々を操り憎いこすもの暗殺を企む。歪んだ愛憎により闇そのものと化しており、最終話「トオツカミエミタマエ」でこすもが招神したアマテラスの光を浴びて消滅した。

### その他
白羽司（しらは つかさ）
札幌にある北白高校の生徒で「雪白の街」から登場。男子生徒たちのイジメに遭い自殺しようとしたところを氷雪神に助けられるが、自身をイジメた生徒たちを惨殺する彼女の行為に苦悩し心を閉ざしていた。こすもに出会って以降、巫女守の見習いとして幽宮に。長く登場しなかったが、いつの間にか幽宮を離れて生活しており「氷刀の将軍」で短期留学をしていたことが判明する。帰国間際に八条と出会い、氷雪神が彼に移ってくれたので晴れて自由の身になった。
砂崎銃郎（さざき じゅうろう）
人形師。『永遠かもしれない』で川に身投げした99代目〈日巫子〉の亡骸に遭遇し彼女そっくりの人形を作って手元に置き、強盗に惨殺された宮司一家の人形を作った。人間の魂を宿らせて動かそうという意識は無い。その頃はまだお気に入りの「京」（99代目の人形）を破壊され他の人形も処分されて反発していた。その後、普通サイズの人形を作っている。しかし、「うつほの恋歌」でマネージャーに自殺を思い留まらせるべく仕方なく人形を作り、生と死の境界が曖昧になり怪事件が続出した。「鏡神はささやく」で自殺した友人の作った鏡神が宿る鏡を回収しようと噂を繋ぎ合わせて都市伝説を流した。「一条戻り橋」でも登場し、日嗣に一目惚れして身体を壊すほどに思いつめて担当を下りることになった看護師・野辺に懇願されて日嗣の人形を作るが、腕を作らず未完成品を彼女に渡した。その後、日嗣の魂が宿る人形に触れて戻り橋の女性人形師が手を加えたことを看破した。「蟲切りの槍」で入院した刀匠の友人・佐助の留守を守り、彼の依頼で槍の打柄を造った。
こすもとの約束を守り普通サイズの人形を作ろうと心掛けてはいるが、死に際の頼みごとや自殺しかねないほどに思いつめた女性の依頼に弱い。
源結香（みなもと ゆいか）
龍神の加護を受けている女優。元カレ夫婦に誘拐された娘まゆらを見捨てようとしていることに失望した龍神が豪雨を降らせ続けており、こすもに龍神と娘の思いを諭されて親戚の子としていた娘の存在を公表した。
神葉ちひろ（かんば - ）
「黒い窓」で検査入院した日嗣と仲良くなった少年。日嗣の背後の大きな存在（スサノオ）を感じている。退院直後、乗車した列車の脱線事故で重傷を負って入院していた病院に運ばれるも心肺停止に陥るが、同様の状況に陥った他の乗客の魂と共に身体に戻り蘇生した。
正（ただし）、浩（ひろし）、健太（けんた）、あっちゃん、将志（まさし）
病院の前院長が窓を黒くした理由である男の子の魂。夜中に窓を叩いたり手形を付けて助けを求めたが、気味悪がった前院長は5階建ての建物の林に面した窓を黒く塗るだけだった。実は60年前の行方不明事件の被害者で、入院患者の老婦人・夕子の同級生。その1人である正という少年は現院長の祖父の弟で川で消えたと思われていたが、仲間と共に林の中の大木の下の洞窟に入り込み、詳細は不明ながら命を落としたのだった。日嗣が鎮めた翌日、警察による捜索の末に白骨化した遺体が発見された。
本郷徳子（ほんごう とくこ）
「オシャグリ様」で登場した長野県伊那の山の中に住む資産家。美春の母・佳子の母、母方の祖母。一番可愛がっていた佳子を地元で結婚させて離れたくなかったのだが、千葉県緑が浦にある淡島神社の宮司と結婚してしまった長女に激怒して絶縁状態のまま娘を失った。認知症の症状が出ていたものの遺言を書いている途中で倒れてしまう。通帳をそれぞれ息子や娘に、そして家と土地を長男の嫁である静香に遺し、遺言書を周水に書いて貰ってサインした直後に亡くなった。
本郷太郎（ほんごう たろう）
本郷家の第1子で長男。美春の母方の伯父。同居して妻が介護をしているのに母親が事業の援助をしてくれないと不満を抱く。ブレーキの故障で車が電柱に激突し、足を骨折して伊那市民病院に入院した。龍次郎を疑うが、整備不良が原因だった。怪我をするも母親が危篤状態に陥ったため、無理をして自宅に戻った。タンスの上の通帳を遺された。
本郷龍次郎（ほんごう りゅうじろう）
本郷家の第2子で次男。徳子の夫と愛人との子。美春の2人目の伯父。机の中の通帳を遺された。
本郷紀子（ほんごう のりこ）
本郷家の第4子（末子）で次女。美春の母方の叔母。離婚後、母親の気に入らない男性と愛人関係にある。財産争いで美春を脅そうと鎧を動かすが、倒れて怪我をさせてしまう。更には、階段から落ちたのも自身で踏み外した。そのことを母・徳子に見抜かれて叱責され、美春に謝罪する。言い訳や責任転嫁が目立つ。神棚の引き出しの中の通帳を遺された。
本郷静香（ほんごう しずか）
長男・太郎の妻。姑・徳子の介護を務める。ヒステリーを起こして乱暴な方向に認知症の症状が出る徳子の怒鳴り声に何度殺意を抱いて生命維持装置のコンセントを抜こうとしたかわからない。夫・太郎ではなく自分自身の分だと家の土地を遺された。
香川（かがわ）
「影わずらい」で徳永に想いを寄せる少女。文化祭で女子のまとめ役であり、作業をやりやすくしている。徳永が好き。離魂しやすく影わずらい（生霊）現象を起こしやすく、幼い頃から別の場所でもう1人の自分自身を目撃されている。
徳永（とくなが）
以前から、こすもに想いを寄せていて日嗣が入院したため、鬼のいぬ間にとこすもを守ろうと接近する。
高山明穂（たかやま あきほ）
「死神神社」の冒頭、品川駅のホームに駆け込んで「死神を止めて」と叫び、親友の死にショックを受けて倒れてしまった少女。浮気を繰り返す恋人ダイゴを親友が奪ったと勘違いして呪殺を祈願し、死神に親友を殺されてしまった。
大石麗奈
明穂の親友。見境無く少女に声をかけるダイゴを調べるため、気のあるふりをして接近した。品川駅のホームから落ちて電車にひかれて死亡した。
西野みゆり（にしの - ）
呪殺を祈願する死神神社で有名な稲荷の管理をする家の娘。
淳也（じゅんや）
みゆりの幼馴染で、灰色の古いマンション「井上マンション」の7Fに住む引き籠もりの少年。マンションの名前は漢字の縦棒が剥げ落ちて「二上」と間違えられる。大崎町の稲荷神社に恨みを訴えた人間の頼みに応えて呪殺していた。大井町で女子高生・大杉の転落死、アパートに住む妻の連れ子をレイプする男性の水死、隣家のお嫁さんをイジメで自殺に追いやった老女の事故死等々と犯行を重ねた。実は肺炎で病死しており、死霊だった。みゆりが訪れて死が発覚したため、現世に留まる力を失い去った。
乙松美雨（おとまつ みう）
京都・一条戻り橋に住まう人形師。日嗣に横恋慕する看護師・野辺の依頼で未完成の日嗣の人形に腕を作って付けるが、宿った日嗣の魂がこすもの元に向かうのを止められなかった。
桐山留華（きりやま るか）
「揚羽姫」で占いタレント"揚羽姫"と呼ばれ日嗣のような昏睡状態に陥った人々を救うと評判だったが、こすもらは救ったと見せかけて操っていると思っていた。しかし、こすもが闇を祓った所、彼女の口から巨大な虫が這い出して憑依されていたことが判明。その間の記憶は曖昧だったが、必死に手がかりを思い出す。タレントの夢破れて踏切に飛び込もうとした所を沙羽に声をかけられ、それ以降は操られるようになっていたのだった。
大賀沙菜（おおが さな）
「揚羽姫」「オシラサマ」でこすもの目の前に現れたおかっぱの一卵性双生児の姉妹。東北・岩手県でオシラサマを祀る大賀家の娘で、ある日、川で溺れ一命を取り留めるも目の前で死亡した沙羽の口に虫が入り込み"黒いオシラサマ"の力で復活、それ以来、怯えつつも一緒に行動していた。しかし、沙和が名雲を利用して彼のスイーツで虫をばら撒こうとしたことで激怒、名雲と共に沙羽の企みを打ち砕いた。
名雲虹太（なぐも こうた）
パティシエ。高速で事故を起こして首の骨を折る重傷を負うが、沙羽に虫の卵を飲まされて奇跡的に回復する。しかし、彼女の操り人形にされてしまう。人々を幸せにするスイーツを望んで虫の支配を拒絶し、元の身体に戻り入院する。
柊竜香（ひいらぎ りゅうか）
長虫（蛇）神社の巫女。巫女守の雷（らい）とできちゃった結婚だが、愛し合っている。早産で息子を産んだ。
タケル
竜神の加護を受ける少年。「ミズチ」で虫の卵を広めようとした一卵性双生児の姉妹の片割れが溺死した川で調査に訪れた由良と周水に出会い、彼らと協力して天候と"七人ミサキ"の災厄を信じなかったキャンプ客の家族を救う。人に見えざるモノが視える家系の出だが、視えるのは耳が動く者だけであるため、視えない通常の人間である父や兄には信じて貰えない。川から鈴の音が聞こえ、輪郭のぼんやりした"七人ミサキ"が視えた。昔、川に引きずり込まれるも竜神に救われた。
前田なずな（まえだ - ）
没年齢17歳。東北の女子高生。「1枚のムカサリ」で周水の異母弟である三門明卓真に恋したが、遊びだと捨てられて投身自殺した少女。初音絵里、寺山利子、迫美鈴、安藤晴海のイジメ被害にも遭っていた。
前田せりな（まえだ - ）
なずなの妹。絵が上手。姉なずなが可哀想で、姉を捨てた奴が許せなくて、姉のためのムカサリ絵馬に描いてしまったが、本人ばかりか瓜二つの周水にまで「ムカサリの呪い」が発動してしまい後悔に苛まれる。
三門明卓真（みかどめ たくま）
周水の1歳年下の異母弟。なずなとつき合っていたが、遊びだった。車に突っ込まれたり謎の失火騒動で不審を抱き、ムカサリ絵馬に自身が描かれていて「ムカサリの呪い」だと気づいて絵馬にペンキをかけた。しかし、両親が逮捕される際、1人だけ家を抜け出して逃げ延びることが出来たかのように見えたが、国道で電柱に激突して死亡した。
三門明（みかどめ）
周水と卓真の父親。謝罪と称して由良と周水を自宅に招いて周水にトリカブトの毒を盛って毒殺し、睡眠薬を飲ませて由良を卓真の妻にしようと企むが、由良が密かに呼んでいた警察により殺人の現行犯で逮捕された。毒殺をしかけながら連行される際、父親を売るのかと醜態を晒した。遊びで周水の母親を弄んで捨て、自身が彼女を釣るために与えたオーストラリアで見つけたオパールの原石のペンダントと妻との子である卓真に酷似した容貌から周水が息子だと初対面で察していたが、妻や息子共々に保身と自分達の欲望を満たすことしか頭になかった。
山田夕子（やまだ ゆうこ）
安芸宮家の使用人。「柘榴の木の下で」で50年以上も昔の昭和32年（1957年）に男性関係に溺れる母親に放置されて餓死しそうになりながらも窓の外の柘榴を食べて命を繋ぐが、当時12歳の筈なのに6歳前後という状態で発見された。その母親が目の前で何人目かの情夫を赤い傘で刺殺して獄中で首吊り自殺したため、そのトラウマに苦しんでいる。その後、サーカス団を引退後、紆余曲折の末に安芸宮家で働くようになった。赤い傘を持って自身のように育児放棄や母親が連れ込んだ情夫に虐待され殺されていたかもしれない子供を救い出しては安芸宮家の別荘の1つに匿っていた。
プラサート=コングスリ
愛称は「ビア」。遊びで相手を身籠らせた日本人の社長の父親とタイ人の母・ドウァンラットとの間に生まれた混血の青年。母親を捜す資金を貯めるべく日本の建設現場で働いていた折、生駒に血を売った。フェイスブックで顔を見たと語った父親も彼と違って愛情を注いで育てた母親も血液型は「O型」だが、突然変異で同じ血液型同士でないと輸血が不可能な「稀血」の持ち主。ライバッハに輸血した際、呼びかけの報道を見た母メイと再会が叶う。
ドウァンラット=コングスリ
愛称は「メイ」。タイで遊んでいた日本人の社長と恋をしてビアを産み、出稼ぎで日本のパブで働いていた。自身のことなど忘れているだろうと思っていた息子が「稀血」ゆえに命の危険に晒されたピアニストを救う鍵だと知り、輸血を終えた我が子を抱きしめた。
ミハ・ライバッハ
スロベニアのピアニスト。情熱的な演奏で世界中の人々に愛されており、由良もファンの1人である。演奏のために来日したが、会場である国立新芸術劇場に向かう途中の雨の高速道路でタンクローリーの横転事故に巻き込まれて車を運転していたドライバー共々に重傷を負い城東病院に搬送された。ごく普通の血液型の日本人ドライバーとは異なり、特殊な血液型ゆえに一番早く輸血できるのはビアだけだった。その病院で健康診断という形でDNA鑑定のために採血された日嗣の血を生駒がビアのものとすり替えたことで彼が輸血可能な人間だとわかり、協力の呼びかけで駆けつけたビアに輸血されて一命をとりとめる。
東海佐助（とうかい さすけ）
伝説の刀匠「天国」の名に因んで刀匠「天国下（あまくにのした）」と名乗り、刀や槍を造る青年。御刀神社の息子。大学時代、神から「日本を守れ」と啓示を受け、頭を丸めて修業して刀匠となった。刀の神社の息子なので黙認された。友人や恋人に去られて心配されるが、黙々と仕事を続けて刀剣ファンの間で大評判となった。奉納式の際に入り込んだ蜂が「蜻蛉切」の伝説の如く真っ二つに両断した威力を秘める秘槍「蟲切りの槍」をクラウドファンディングで復元して造ったが、闇の手に堕ちることを怖れたのと雷を受ければ受ける程に力を得るため、スカイツリーの避雷針に槍を隠した。その直後、蟲使いの操る虫に襲われて陸橋から転落し、城東総合病院に入院するも精神を閉じ込められた日嗣の時と同様に黒い闇の呪縛で悪化して昏睡状態が続いている。また、砂崎とは友人であり、彼の造る人形には魂が宿るがゆえに槍の打柄を造って欲しいと依頼した。
シャーロット
「日巫子殺害」で由良の回想で語られた金髪緑眼の美少女。由良の初恋の人。男嫌い。「美少女コンテスト」を総ナメにした少女で由良に惹かれていたが、クリスマスが近い雪の日、ストーカーに惨殺された。
翔太（しょうた）
友人の晃司と一緒に優人の車から中身を知らずにスーツケースを盗むが、警護として入れられていた蟲「円形吸血蝿蛆虫」により両腕に無数の目のようなものが生じる。新宿の華苑神社でこすもに祓って貰い、改心して真面目に働くようになる。
この事件の前まで、盗みをよくやっていたらく「また盗んだんでしょ」と晶紀に言われていた。
晶紀（あき）
翔太の恋人。亡き祖母に「盗みをすると百目鬼（どどめき）になるよ。」「手にいっぱい目が出て来るよ。」と言われたことがある。ラーメン屋「ラーメン堂本」で働き、後日、店に来たこすもと日嗣にラーメンをおごる。
晃司（こうじ）
翔太の友人。一緒に車上荒らしをするが、ケースの中身がつまらなかったため、渋谷に飲みに行った。しかし、腕に目が出て周囲に気味悪がられた上に写真を撮られて「百目鬼（どどめき）騒動」としてネットに拡散され、店で暴れて逃亡し、優人に毒を飲まれてしまう。由良に闇を祓われ、助かった後は翔太と共に心を入れ替えた。
宝宮冬羽（たからのみや とわ）
「シャンバラの花嫁」で秀人に騙され、彼と結婚した女性。狐使いの家系である宝宮家の娘。ジャンキーを雇った秀人に事故に見せかけて致命的な重傷を負わされ、秀人が仕組んだこととは知らずに天狐に「私を殺した者を殺せ」と命じる。
神藤千夏（しんどう ちか）
天狼の恋人。ガーデニングデザイナー。前作『永遠かもしれない』の番外編「野薔薇の庭」で城真という男性といい雰囲気だったが、自身も知らなかった犬神憑きの血筋だとわかった途端、怯え遠ざかった彼に失恋してしまう。しかし、守ってくれた天狼が真実優しい男性だと気づき、彼とつき合うようになる。本作の「クラウンゴール～虫瘤～」で通うのは面倒なので一緒に暮らそうかと2人で考えていることをこすもに打ち明け、最終話「トオツカミエミタマエ」で優人が真理子を操って負傷した天狼のことをこすもに伝えた。こすもとの初対面はいつか不明。
「野薔薇の庭」では天狼と呼び捨てだったが、本作は天狼さんとさん付けだった。

## 番外編
人形送り
掲載：ミステリーボニータ2003年8月号
収録：コミックス1巻
99代目〈日巫子〉が日嗣や天狼と共に「神宝（かんだから）の剣」を探して訪れた村で、間違った人形送りと祟り神による怪死事件が起こる。
太陽に逢った夏
掲載：サイン会配布の冊子
収録：コミックス3巻
幼い天狼と99代目〈日巫子〉との出逢い。

## 用語
氷雪神
氷や氷柱（つらら）を操る女神。少年時代の日照を見初めて98代目〈日巫子〉との恋も彼女が癌で幾らも生きられないとわかったことでかろうじて見逃すが、基本的に自身が愛した相手が自分自身を愛さなくても他の誰かを想うことを許さず、死ぬことすら自由を認めない超我が儘な神。日照の死後、白羽司を見初めて同様の振る舞いをするが、八条秀人に移るも精神的には男性である海道由良を八条以上に気に入って彼女の誘いに応じた。
淡島神
住吉大神の妃であり、女性に関するあらゆることに霊験のある神。婦人病で流された。淡島に流されたことから3月3日に流し雛し、緑が浦の淡島神社では人形供養も行われている。強盗に殺された宮司一家の娘である美春を加護しており、窓口として人形を持たせて時折「お告げ」をする。
八つ目
8つの「め」という文字を書いた紙を薬師堂に奉納すると目が治ると言われている。
オシャグリ様
信州に伝わる自然神。村はずれの大木の下にひっそりと小さな祠がある。お参りすると失せ物が見つかったり記憶が甦ると言われており、願いが叶うとシャモジを祀る。こすもに呼ばれて日嗣の記憶を戻そうとするが、日嗣の精神を閉じ込める何かの力により跳ね返されてしまった。咳止めの神様「咳神（シャクシン）」もシャモジを祀る。
影わずらい
生霊のこと。別名「離婚病」とも。本人の意思に関係なく想いが飛び出し、人間の頭部だけだったり手だけだったりと様々な形で現れる。
浄天眼
所謂「千里眼」のこと。安芸宮家の血筋にその力を持つ者が顕現する。
オシラサマ
東北地方の蚕神。長者の娘と馬との種族の違いを超えて愛し合うが、長者である娘の父親により馬は殺されしまう。嘆き悲しむ娘が馬を供養しようとすると馬の皮は娘に巻きつき、驚く長者の前で昇天したと伝えられる。翌年、天から白い虫と黒い虫が降り注ぎ、その虫は桑の葉を食べる蚕となり、養蚕による富を齎した。その後、東北地方では桑の木などで馬頭と娘や男女一体の御神体を作り、それを「オシラサマ」と呼ぶようになった。しかし、白い虫は人を助ける優しい神になり戦争に行った息子の無事を願う母親の祈りに応えて御神体に穴が空いて息子は無事だったという言い伝えがあるが、黒い虫は人に害を為す「黒いオシラサマ」になった。
天斑駒（アマノフチコマ）
スサノオの天つ罪・国つ罪の1つ「生剥（いきはぎ）」で、皮を剥がされてアマテラスの宮に投げ込まれるという惨い殺され方をした天界の馬。こすもの「お願い」を聞き入れ、生駒に召喚されるも彼に背く。
七人ミサキ
水で7人死ぬとその存在になり、1人水に引きずり込んで殺すと1人が成仏するという仕組みであるため、連鎖を断たない限り永遠に誰かしら「七人ミサキ」として存在し続けることになる。
ムカサリ絵馬
江戸時代より山形県の村山地方のみで行われ、死者を悼む純粋な気持ちから生まれた風習である。鎮魂の儀式として故人のために伴侶と一緒に婚礼の絵が描かれて奉納される絵馬。亡くなった人物の伴侶は想像でなければならず、絶対に実在の人物を描いてはいけないという決まりがある。何故なら、現実に生きている人物を描いてしまったなら、その人物は呪いにより冥界に連れて行かれると言われている。作中では実際に「ムカサリの呪い」が発動した。
鬼子母神（きしもじん）
元は人間の赤児を喰らう鬼女だったが、釈迦に末子を隠されて厳しく叱責され、心を入れ替えて以降は子供の守り神になった。
虫封じの井戸
井戸を覗くことでその人間に憑りついた悪鬼を吸い取って排除すると言われ、古来より「虫封じの井」と呼ばれ愛されていた。ところが、何者かが投げ込んだ「何か」が原因で井戸の水が濁り赤黒く変色してしまった。調査のために人が中に降りようとしても虫が大量に出て来たため、慌てて神主は岩で塞いだ。それでも神としての意識はあるらしく、勝手に封じて無礼だとばかりに封印の岩を粉砕して井戸神が怒った。その際、飛び出して虫が日嗣を蝕んだ。
浄天
日嗣の精神が閉じ込められていた空間。木の幹や枝のようなものが鉄格子の如く、日嗣を封じてしまっていた。
送り雀
別名「夜雀」。夜遅く山道を歩いていると鳥の鳴き声がつきまとい、立ち止まったり転んだりすると狼に襲われて喰われてしまう。
稀血（まれち）
輸血の際、適合する血液を得るのが困難な特殊な血液型を「稀な血液型」と呼んでいる。そのため、有事の際に一刻も早く輸血できるよう「稀血」同士で助け合えるよう登録している。別の読み方は「まれけつ」。
百目鬼（どどめき）
両手に目のある妖怪。晶紀の祖母によれば盗むと目が出るとのこと。
天狐
宝宮冬羽に仕える「管狐」の首領。13匹の配下を従える。
池尻稲荷
東京都世田谷区池尻の狐神。由良にこすも誘拐の犯人である秀人の居場所、蛇崩川の黒い家のことを教えた。

## 書誌情報
- 赤石路代 『天の神話 地の永遠』 秋田書店〈ボニータ・コミックス〉、全14巻
  1. 2005年06月16日発売、ISBN 4-253-09628-X
  2. 2007年03月16日発売、ISBN 978-4-253-09629-4
  3. 2008年10月16日発売、ISBN 978-4-253-09639-3
  4. 2009年11月16日発売、ISBN 978-4-253-09640-9
  5. 2010年11月16日発売、ISBN 978-4-253-09642-3
  6. 2011年11月16日発売、ISBN 978-4-253-09644-7
  7. 2012年07月13日発売、ISBN 978-4-253-09645-4
  8. 2013年07月16日発売、ISBN 978-4-253-09648-5
  9. 2014年07月16日発売、ISBN 978-4-253-09699-7
  10. 2015年07月16日発売、ISBN 978-4-253-09700-0
  11. 2016年10月14日発売、ISBN 978-4-253-26326-9
  12. 2018年05月16日発売、ISBN 978-4-253-26327-6
  13. 2019年07月16日発売、ISBN 978-4-253-26328-3
  14. 2020年07月16日発売、ISBN 978-4-253-26329-0